# Lurcher
Der Lurcher ist ein Hybridhund  aus Großbritannien und Irland. Er ist keine Hunderasse im eigentlichen Sinne, sondern eine Gebrauchskreuzung aus zwei oder mehreren Hunderassen unter Beteiligung von Windhunden.

## Herkunft und Geschichtliches
Der Lurcher wurde früher vom Fahrenden Volk auf den Britischen Inseln zum Wildern gezüchtet. Das Wort Lurcher stammt ursprünglich aus dem Anglonormannischen und wurde im 16. Jahrhundert ins Mittelenglische übernommen; to lurch bedeutet hier „lauern“ oder „herumschleichen“.
Lurcher entstehen, indem Windhunde, meist Greyhounds oder Whippets, mit Hirtenhunden wie Collies oder großen Terriern gekreuzt werden. Die Bezeichnung Lurcher gilt in der Zucht nur für Hunde, die sich von Kreuzungen zwischen einem Windhund und einem nicht-Windhund ableiten. Kreuzungen zwischen zwei verschiedenen Windhunderassen werden als Longdog bezeichnet.
Der Lurcher ist eine für ein spezifisches Aufgabengebiet, also auf Funktion gezüchtete Hundeform. Eine standardgemäße Reinzucht, wie sie in der Rassehundzucht betrieben wird, kommt beim Lurcher nicht vor: Es werden immer wieder mutmaßlich geeignete Hunderassen neu eingekreuzt. Erweisen sich die Kreuzungsprodukte als für die Jagd tauglich, wird mit ihnen auch weitergezüchtet. Aus diesen Gründen weisen Lurcher auch kein einheitliches Erscheinungsbild auf. Mittlerweile wird allerdings versucht, einen einheitlichen Rassestandard zu etablieren. Dazu wird gezielt mit einem „Type“ gezüchtet.

## Beschreibung
Der Lurcher ist ein windhundähnlicher Hybridhund mit kurzem, halblangem oder stockhaarigem oder  glatt anliegendem Fell in allen Farben und seitlich abstehende Ohren die auch aufgestellt werden können.

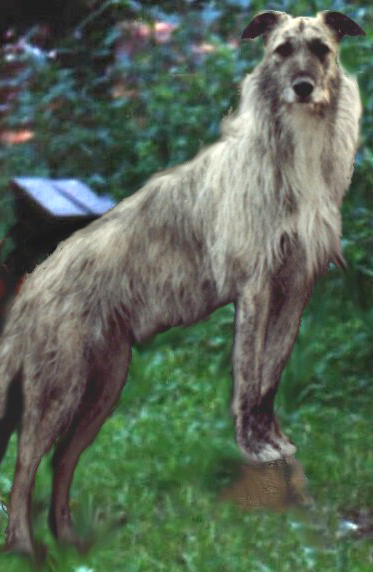
Lurcher sehen nicht einheitlich aus

## Verwendung
Der Lurcher ist ein stummjagender, hochläufiger Hund mit guten Familienhundeigenschaften. Lurcher werden auch zur Hasenhetze (Hare-Coursing) eingesetzt, wo zwei Lurcher einen im Feld hochgemachten Hasen jagen.